# Ixeris graminifolia
Ixeris graminifolia là một loài thực vật có hoa trong họ Cúc. Loài này được (Ledeb.) Kitag. mô tả khoa học đầu tiên năm 1936.